# Angel & Faith
『Angel & Faith』は、アメリカ合衆国で発売されているコミック。全25巻。

## 概要
アメリカのテレビドラマ『バフィー 〜恋する十字架〜』の続編である漫画第8シーズンのスピンオフ作品で、2011年8月31日にダークホースコミックスから第1巻の『Live Through This Part1』が発売された。

## 特徴
- コミック『Last Gleaming』のラストでエンジェルの身柄を引き取ったフェイスの物語である。
- コミック『Riley』[1]、テレビドラマ『エンジェル』の続編であるコミック『After the Fall』とクロスオーバーしている。
- コミックシリーズ第9シーズンのサイドストーリーとなっており、クロスオーバーするエピソードもある。[2]

## あらすじ
舞台はロンドン。ルパート・ジャイルズの邸宅だった屋敷でエンジェルと同居するフェイスは、偶然再会したナディラからの情報でトワイライト・グループの残党が今も活動していることを知る。
第11巻『Family Reunion Part1』からフェイスはアメリカ合衆国のロサンゼルスに移りウィローの助けを借りて、地獄に旅立つことになる。

## 登場人物
エンジェル
バンパイア。トワイライト・グループの元リーダーで、第8シーズンからアンジェラスと名乗っている。
フェイス
バンパイア・スレイヤー。後見人委員会のリーダー。
パール
トワイライト・グループの殺し屋。剣の使い手。外見は人に似た悪魔。耳が尖っている。
ナッシュ
パールの兄。目からレーザー光線を発射する能力がある。
ウェスラー
エンジェルの相棒だった男。正体は悪魔。パールとナッシュの友人で、エンジェルをトワイライト・グループに誘い込んだ。
ナディラ
バンパイア・スレイヤー。トワイライト・グループが行ったスレイヤー狩りの生存者。
ルパート・ジャイルズ
ウォッチャー。第8シーズンの『Last Gleaming』で死亡したとみられていたが、『Death and Consequences』でゾンビとして復活していたことが明らかになる。
ハーモニー・ケンドール
第5巻の『In Perfect Harmony』で登場。エンジェルとは腐れ縁。
クレム
ハーモニーの恋人。『In Perfect Harmony』で登場。
ドゥルーシラ
バンパイア。『Daddy Issues』で登場。
アラスター・コームズ
ジャイルズの友人。学者。
ハイゲイト・バンパイア
『Daddy Issues』で登場。別名：ロロフェージ・デーモン。長い爪と口吻を持つ、非人間型のバンパイア。ドゥルーシラの手下で1972年にジャイルズの部下を全滅させたことがある。
ウィロー・ローゼンバーグ
バフィーの親友。魔女。
コナー
エンジェルとダーラの息子。
ダーラ
エンジェルの恋人だった女性。バンパイア。回想シーンで登場する。
ソフィー・フェアウィザー
ジャイルズの大叔母。魔女。
ラヴィニア・フェアウィザー
ソフィーの姉。魔女。
チャールズ・ガン
エンジェルの仲間。第11章『Family Reunion part1』から登場。
スーザン・フィニー
魔女。パールとナッシュの養母。
イーサン・レイン
アンデッド。ジャイルズの知人。
アイゴン
悪魔。
スパイク
バンパイア。

## 作者
- 原案：クリストス・ゲイジ
- 鉛筆画：レベッカ・アイザックス
- 製作総指揮：ジョス・ウィードン
- カバー画[6]：ジョー・チェン[7]、スティーヴ・モリス[8]、レベッカ・アイザックス[9]、ジョルジュ・ジーンティ[7]

## エピソード・リスト
1. Live Through This
2. In Perfect Harmony
3. Daddy Issues
4. Women of a Certain Age
5. Family Reunion
6. The Hero of His Own Story
7. Death and Consequences
8. Spike and Faith
9. What You Want, Not What You Need